# 선화여자중학교 (부산)
선화여자중학교(善花女子中學校)는 대한민국 부산광역시 동구 초량동에 있는 사립 중학교이다.

## 학교 연혁
- 1964년 10월 10일 : 재단법인 새한의숙 인수, 초대 교장 남기열 취임
- 1965년 2월 24일 : 재단명을 선화학원으로 변경, 교명 선화여자중학교
- 1968년 1월 22일 : 제1회 졸업식
- 2013년 1월 25일 : 스마트 교실 구축 지원 대상 학교 선정
- 2013년 3월 1일 : 제10대 교장 남동현 박사 취임
- 2014년 2월 14일 : 수학 교과교실 구축(3실), 영어 교과교실 구축(3실)
- 2014년 12월 24일 : 선화갤러리 오픈
- 2019년 3월 2일 : 서논술 평가 연구학교 선정
- 2019년 10월 2일 : 선화학원 제6대 이사장 남지현 취임
- 2020년 2월 12일 : 제53회 졸업식(91명 졸업, 총 졸업생수 22,076명)
- 2021년 3월 1일 : 제11대 교장 남승주 취임
- 2024년 3월 4일 : 2024학년도 입학식(4학급 85명)

## 참고 자료
- 선화여자중학교 - 한국교육학술정보원 학교알리미